# Hetméň
Hetméň je přírodní rezervace v oblasti Dunajské luhy.
Nachází se v katastrálním území obce Lehnice v okrese Dunajská Streda v Trnavském kraji. Území bylo vyhlášeno či novelizováno v roce 1993 na rozloze 14,71 ha. Ochranné pásmo nebylo stanoveno.